# Историја Африке
Чланак је преглед историје Африке, који је повезан са низом чланака о историји појединих места у Африци. 

## Палеолит

### Еволуција хоминидса иHomo sapiensа у Африци
Африка је место на коме су настали подпородица (или како се већ каже на српском) Homininae и род Homo, укључујући свих осам врста од којих само Homo sapiens постоји и данас. 
Према најновијим палентолошким и археолошким доказима, hominidi су постојали пре најмање 5 милиона година. Те животиње су биле врло сличне својим блиским сродницима, великом афричком мајмуну, али су се прилагодиле ходу на две ноге што је било од кључне важности за преживљавање, и што им је омогућавало да живе и у шумама и у отвореним саванама.
Пре 3 милиона година неколико врста Аустралопитекус хоминида се развило у јужној, источној и централној Африци. 
Следећи велики еволуциони корак се догодио пре око 2 милиона година, појавом Homo habilisа, прва врста хоминида способна на прави оруђе. Ово им је омогућило да почну да једу месо јер су имали могућност да лове животиње. И даље су њихова оруђа била слаба тако да су били више плен него ловци. 
Пре милион година појавио се Homo erectus. Са релативно великим мозгом (1,000 cc) загосподарио је афричким равницама производећи различите камене алате који су му омогућавали да буде врло добар ловац. Научио је и да пали ватру и био је први хоминид који је напустио Африку, населивши цели стари свет. Касније се развио у Homo floresiensisа.
Фосилни остаци показују да је Homo sapiens живео у јужној и источној Африци пре око 100,000-150,000 година.

## Неолитске праисторијске културе

### Северна Африка
Гравуре на стенама из доба неолита, или 'петроглифи' и мегалити у Сахари, у делу који се налази у Либији сведочи о раној ловачко-скупљачкој култури у сувим пашњацима северне Африке током леденог доба. Регион данашње Сахаре је некада био место повољно за агрикултуру. Након што је Сахара постала пустиња, насеља у северној Африци се концентришу у долини Нила, где је била основа за култуду древног Египта. Археолошка налазишта показују да су примитивна племена живела у долини Нила много пре него што је почело доба фараона. Организована обрада земљишта почиње око 6000. године п. н. е.
Према британским научницима, који су истраживали историју Сахаре, на том месту се некада налазило највеће језеро слатке воде које је носило назив-Mega Čad.
Када је језеро пресушило, настала је сада највећа пустиња на свету. Нучници тврде да је исушенје овог језера трајало око 4.000 година. Важни период на северу Африке нагло се зауставио пре око 5.000 година, када је почело и језеро Mega Čad да се исушује, док је готово у потпуности нестало пре око 1.000 година. Од Mega Čadа остало је мало језеро које се налази између држава Чад, Нигерије и Камеруна и које се простире на земљишту од 366 километара квадратних.

### Суб-Сахарска Африка
Усмена предања говоре да је народ Банту преселио на југ у крајеве које су насељавали Којсанци. Банту народ је користио различите културе биљака погодне за узгој у тропској Африци, као што су касава и јам. Њихово основно оружје је био лук и стрела и копље са штитом. 
Етиопија је имала посебну, древну културу са сталним контактима са Евроазијом. Сачували су јединствен језик, културу и систем земљорадње. Систем земљорадње је прилагођен сувим северним горама и није примењим у другим просторима. Најпознатији су по узгоју кафе, као и сирка. 
Стара цивилизације су постојале и у данашњој Гани, као и на многм другим местима у Африци.

## Историја северне Африке (3500. п. н. е. — 1500 н. е.)

### Стари Египат
Писана историја пореклом из Древног Египта, и Египатски календар се још користе као стандард за рачунање времена у бронзаном и железном добу у региону. 
Око 3100. године п. н. е., власт у Египту је држао владар познат под именом Мена или Менес, који је основао прву од 30 династија у египатској историји, оја је подељена на: старо, средње и ново царство. Пирамиде у Гизи (поред Каира), које су направљене за време четврте династије, сведоче о моћи фараонске државе. Велика пирамида, гроб фараона Куфуа (позната и као Кеопсова пирамида), је једини преживели објекат који је сврстан у Седам светских чуда старог света. Древни Египат је достигао врхунац моћи и територијалног ширења за време Новог краљевства (1567-1085. п. н. е.). 
Египћани су дошли до Крита око 2000. године п. н. е. Тамо су били нападнути од индоевропских и хискоских Семита. Поразили су нападаче око 1570. п. н. е. и проширили се на Егејско море, Судан, Либију, и велики део југозападне Азије, до Еуфрата.
Раније је сматрано да је Египат медитеранска цивилизација са мало утицаја на остатак Африке. У новије време превладава другачије мишљење да је Египат био кључан за развој афричких цивилизација, као Грчка за развој европских цивилизација. Египат је имао сталан контакт са Етиопијом и горњим током Нила. 
Претпоставља се да су везе постојале и са Сахелом и Западном Африком, али још нису доказане.

### Феничани, Грци и Римска колонизација
Раздвојени 'морем песка', Сахаром, Северна Африка и Подсахарска Африка су били повезани транссахарским трговачким рутама. 
У северној Африци Етиопија је једина држава која је постојала у целој историји и била независна (изузев кратког периода током Другог светског рата). Земље које се налазе на Медитерану су освојене и насељене од стране Феничана пре 1000. п. н. е. Картагина је основана око 814. п. н. е., и брзо је израсла у град који није имао ривала на Медитерану. Феничани су загосподарили свим насељеним регионима северне Африке западно од Великог ситриса. 
Грци су основали град Сирену у Либији око 631. п. н. е.. Сиреника је постала добро развијена колонија, иако је била са свих страна окружена пустињом и није имала никаквог утицаја на унутрашњу Африку. Грци су остварили велики утицај на Египат. Александар Велики је основао град Александрију (332. п. н. е.), и покушао да продре јужно. На том путу је дошао до Етиопије. 
Три силе Сиреника, Египат и Картагина су истиснули Римљани. Након векова ривалитета са Римом, Картагина је пала 146. п. н. е., нешто око једног века пре него што су Египат и Сирена постали део Римског царства. Римљани су освојили целу северну Африку, али је сахара за њих била непрелазна баријера. Дошли су до Нубије и Етиопије, али је експедиција коју је послао император Нерон да открије извор Нила доживела неуспех.
Међусобни утицај Европе, Азије и северне Африке током овог периода је био значајан, а највећи ефекат је био ширење класичне културе по целом Медитерану. Битни су били и борба Бербера и Римљана, ширење хришћанства по регији и културни ефекти изградње цркава у Тунису, Египту и Етиопији.

### Средњи век
Класично доба је завршило инвазијом Вандала у петом веку. Све теме везане за овај период су обрађене у другим чланцима.

## Историја Суб-Сахарске Африке до 1500. године

### Средњовековна краљевства
У подсахарској Африци је било много великих царстава. Већином су били концентрисани и Западној африци где су важни трговачки путеви и плодна земља дозвољавали развој држава. Између осталих треба споменути Мали, Оба од Бенина, Канем-Борну царство, Фулани царство, Дахомеј, Ашанти царство и Сонгај.
Општа особина за овај регион је развој лабавих федерација градов држава, као што су Јоруба и Хауса.
Царства на југу су била ређа, а најпознатије је Велики Зимбабве. Регион Великих језера је био веома насељен и има добре природне услове тако да су ту настале државе Руанда, Бурунди, и Буганда.
Етиопија, блиско повезана са северном африком и Блиским истоком је била централизована држава, а Аксумитска краљевина која се тамо развила је постала регионална трговачка сила која је трговала и са Индијом.

## Европска истраживања и освајања

### Португалци
Битком код Сеуте Африка је престала да припада искључиво медитеранском свету. Међу онима који су учествовали у бици је био и принц Хенри Морепловац син краља Жоаоа I, који је имао амбицију да за Португал добије непознате делове Африке. Под његовим водством започео је низ истраживачких путовања која су довела до опловљавања африке и успостављања португалског суверенитета над великим делом обале. 
Португалски бродови су дошли до рта Бохадор 1434. године, Зеленортска острва 1445, а до 1480. године истражена је цела Гвинеја. 1482. године Диого Сао је открио место ушћа реке Конго, Рт добре наде је опловио Бартоломео Дијас 1488, а 1498. године Васко де Гама, након опловљавања Рта добре наде, је опловио источну обалу и одатле отпловио до Индије. Португалци су полагали права над свим откривеним обалама. 
Обала Гвинеје, као прва откривена и најближа Европи је била прва истражена. Бројне војне и трговачке базе су успостављене на тој обали. Највише се радило са робовима, златом, слоновачом и зачинима. Откриће Америке (1492) је узроковало развој трговине робљем, које је до ере Португалаца, постојало само у муслиманском делу Африке. Велики профит од трговине робљем и велике наслаге злата су у у ово подручје довеле и друге европске нације. Енглески морнари су у ово подручје стигли 1553. године, а за њима су пристигли Шпанци, Холанђани, Французи, Данци и други авантуристи. Надмоћност у овој области су у 17. веку од Португалаца преузели Холанђани, а у 18. и 19. веку Французи и Британци. Цела обала, од Сенегала до Лагоса је била прекривена утврђењима супротстављених страна, а та борба је завршила у 20. веку превлашћу Француза и Британаца. 
Јужно од ушћа реке Конго се налазио негостољубиви регион Дамара (данашња Намибија). Португалци су, од 1491. године, стицали утицај над Банту становницима, тако да је у раном 16. веку хришћанство било широко прихваћено у Конгу. Најезда канибалистичких племена из унутрашњости је, касније у 16. веку, довела до слома те полухришћанске државе, а активности Португалаца су преусмерене у ширење на југ. Сао Пауло де Луанда (данашња Луанда) је основана 1576. године. До проглашења независности Анголе, суверенитет Португала над овим регионом (сем ушћа реке Конго) је била угрожена само једном, у периоду 1640-1648, када су Холанђани освојили луке. 
Португалци су жудјели за освајањем богатих арапских градова у јужној Африци, између Софале и рта Гварафуи. Португалци су до 1520. године освојили све муслиманске султанате, а Мозамбик је постао главни град португалских источноафричких територија. Доњи и средњи део долине Замбези је истражен у 16. и 17. веку. Ту су Португалци наишли на Банту племена, која су много времена била у контакту са Арапима. Уложени су велики напори да се сачува власт у држави (данашњи Зимбабве) која је тада била позната под именом Мономотапа, где су домороци ископавали злато још од 12. века. Неколико експедиција је ишло у унутрашњост земље где су пронашли веће количине злата. Португал је држао унутрашњост земље, никада веома ефектно, а све слабије током 17. века, да би у средином 18. века одустао од унутрашњости напуштањем тврђава у дистрикту Маника у Мозамбику. 
У периоду своје највеће снаге Португал је имао велики утицај и у Етиопији. Португалци су мислили да је владар Етиопије легендарни хришћански краљ Јован. Група Португалаца предвођена Кристофером де Гамом у периоду 1541-1543 је боравила на том подручју. Након Гаме португалски језуити су допутовали у Етиопију. Док су покушавали да преобрате домицилно становништво у катоцилизам, што није уродило плодом, прикупили су велика знања о земљи. Педро Паез је 1615. године, као и десет година касније Џеронимо Лобо, истраживао извор Плавог Нила. Португалци су протерани из Етиопије 1663. године. У то време португалски утицај на обалама Занзибара опада услед надмоћи Арапа из Муската, а 1730. Португалци нису држали ни једну тачку на источној обали северно од Рта Делгадо. 
Португал није предузимао кораке за освајањем јужног дела Африке. За Португалце Рт добре наде је био само тачка на путу до Индије. 
1620. године, са циљем да предухитре Холанђане, два официра Британске источноиндијске компаније, на сопствену иницијативу, заузела залив Тејбл у име краља Џејмса. Њихова акција није одобрена у Лондону тако да је њихово освајање остало без ефекта. and the proclamation they issued remained without effect. Холандска источноиндијска компанија је 1651. године, послала флоту од три мања пловила који су дошли то Залива Тејбл 6. априла 1652. када је, 164 након њеног открића, основано прво насеље у Јужној Африци. Португалци, чија је моћ била у опадању, нису имали снаге да се супротставе Холанђанима. До искрцавања Холанђана, јужна Африка је била насељена Бушманима (ловци-скупљачи) и Коима (сточарима), који су у прошлости били познати европљанима као „Бушмани“ и „Хотентоти“.

### Берлински конгрес 1884/85
Од 1885. године подела територија између западних сила је добила нови замах и трајала је следећих петнаест година тога века. 
1900. Бурски рат, сукоб између Енглеске и холандских насељеника
Повезаност са „Викторијанским добом“ у Великој Британији.
Војници краља Менелика II се се борили са Италијанима, бранећи независност Етиопије од колонизације.

## 20. век: 1900—1945

### Први светски рат
Током Првог светског рата, у Африци је било неколико битака између Велике Британије и Немачке, од којих је најбитнија Битка код Танге.

### Период између два светска рата
Након Првог светског рата, немачке колоније у Африци су припале Француској и Великој Британији. 
Након овог доба осећај партиотизма и национализма се појавио међу афричким интелектуалцима и политичарима. Један од разлога је био и Први светски рат у коме су европске силе користиле колонијалне војске за постизање сопствених интереса. Без бзира на то контрола Европљана над колонијама је остала веома јака. 
1935. године Бенито Мусолини је послао италијанску војску на Етиопију, која је била последња афричка земља која није била европска колонија.

### Други светски рат
Најпознатије битке у Африци током Другог светског рата су се водиле на северу континента између Немачког афричког корпуса који је водио Ервин Ромел и савезника.

## 20. век: 1945—1990

### Деколонизација
Главни чланак: Деколонизација, Деколонизација Африке
Деколонијализација у Африци је почела у Либији 1951. године. Многе земље су је следиле 50их и 60их, са врхунцем 1960. када је независност добила цела Француска западна Африка.

### Хладни рат у Африци
Ангола
Конго-Бразавил
Политика САДа која је давала подршку одређеним режимима
Совјетски интереси у Африци

### Источна Африка
1952. године, Мау Мау побуна је почела у Кенији. То је довело до независности ове земље. Џомо Кенијата је постао први председник независне Кеније.
У раним деведесетим је почео велики сукоб између Хутуа и Тутсије у Руанди и Бурундију. Тај сукоб је 1994. године довео до геноцида у Руанди у коме је убијено више од милион људи.